# عمر المنصوري
عمر المنصوري (مواليد 14 مايو 1991) لاعب كرة قدم مغربي يجيد اللعب في لاعب وسط يلعب حالياً في نادي نفط الوسط العراقي.
لعب سابقاً مع نادي الدفاع الجديدي ونادي الكوكب المراكشي ونادي اتحاد طنجة ونادي الرجاء ونادي أولمبيك آسفي و وقع مع نادي اتحاد كلباء مطلع عام 2018 و من ثم نادي الزوراء العراقي.

## روابط خارجية
- عمر المنصوري على موقع قاعدة بيانات كرة القدم.إي يو (الإنجليزية)
- عمر المنصوري على موقع كووورة